# Сеймените
Сеймените (болг. Сеймените) — село в Болгарии. Находится в Великотырновской области, входит в общину Велико-Тырново. Население составляет 4 человека.

## Политическая ситуация
Сеймените подчиняется непосредственно общине и не имеет своего кмета.
Кмет (мэр) общины Велико-Тырново — Румен Рашев (независимый) по результатам выборов в правление общины.